# Talagasari (Kadupandak)
Talagasari is een bestuurslaag in het regentschap Cianjur van de provincie West-Java, Indonesië. Talagasari telt 3825 inwoners (volkstelling 2010).